# Черникова, Оксана
Оксана Черникова (латыш. Oksana Čerņikova; род. 21 июля 1978 года, Краслава, Латвийская ССР, СССР) — двукратная чемпионка Латвии по джиу-джитсу, двукратная чемпионка Латвии (2002 и 2003 г.) и чемпионка Эстонии среди любителей по кикбоксингу, чемпионка Европы среди любителей по кикбоксингу (по версии WKA 2003 г.), чемпионка Латвии (2002 г.) и Балтии (2003 г.) по кикбоксингу среди профессионалов в разделе лоу-кик (по версии WPKA), чемпионка Балтии (BLMA/2004 г.) по тайскому боксу среди профессионалов, победительница международных турниров по «боям без правил».